# USS Utah (BB-31)
El USS Utah (BB-31/AG-16) fue el segundo y último miembro de los acorazados tipo dreadnought de la clase Florida. Fue la primera embarcación de la Armada de los Estados Unidos en ser bautizada con el nombre del estado de Utah. Fue construido en el astillero de New York Shipbuilding Corporation, con su quilla colocada en marzo de 1909 y fue botado en diciembre de ese mismo año. Fue completado en agosto de 1911, y contaba con una batería principal de diez cañones de 305 mm en 5 torretas dobles. 
El Utah, y su embarcación gemela, Florida, fueron las primeras en arribar a la ocupación estadounidense de Veracruz, en 1914, durante la Revolución Mexicana. Los dos acorazados desembarcaron un contingente que comenzó la ocupación de la ciudad. Después de la entrada de los Estados Unidos en la Primera Guerra Mundial, el Utah fue colocado en Berehaven, en la bahía de Bantry, Irlanda, donde protegió convoyes de potenciales ataques de superficie alemanes. Durante la década de 1920, la embarcación realizó numerosos cruceros de entrenamiento y maniobras con la flota, y transportó dignatarios en giras por Sudamérica en dos ocasiones, en 1924 y 1928. 
En 1931 fue desmilitarizado y convertido en un barco objetivo reasignado como AG-16, de acuerdo con los términos de la conferencia naval de Londres, firmados un año antes. Fue equipado con numerosos cañones antiaéreos de diferentes tipos para el entrenamiento de artilleros de la flota. Sirvió con ambos papeles por el resto de la década, y a fines de 1941 fue colocado en Pearl Harbor. Estuvo en puerto la mañana del 7 de diciembre, y durante los primeros minutos del ataque japonés a Pearl Harbor, fue impactado por dos torpedos, que le causaron inundaciones severas. Giró rápidamente y se hundió; la gran mayoría de su tripulación pudo escapar, pero 58 hombres murieron durante el ataque. Sus restos permanecen en el puerto, y en 1972 fue construido un memorial cerca de la embarcación.     

## Diseño
El Utah tenía una eslora de 159 m, una manga de 27 m, y un calado de 8.7 m. Tenía un desplazamiento estándar de 21 825 toneladas largas, y de 23 033 a máxima capacidad. Era impulsado por turbinas de vapor Parsons de cuatro ejes con una potencia de 28 000 caballos de fuerza (20 880 kW). El vapor era generado por doce calderas Babcock & Wilcox de carbón que generaban una velocidad máxima de 20.75 nudos (38.43 km/h). Tenía una autonomía de crucero de 5776 millas náuticas (10,700 kilómetros) a una velocidad de 10 nudos (19 km/h). Tenía una tripulación de 1,001 oficiales y marinos.
Estaba armado con una batería principal de diez cañones calibre 305 mm/45 serie 5 en cinco torretas dobles en la línea central, dos de las cuales estaban colocadas en dos pares de súperfuego en la proa. Las otras tres torretas estaban colocadas en la popa de la superestructura. La batería secundaria consistía en dieciséis cañones calibre 127 mm/51 montados en casamatas a lo largo del casco. Como estándar en los buques capitales de ese periodo, contaba con dos tubos lanzatorpedos de 533 mm sumergidos a los costados del casco.
Su cinturón blindado era de 279 mm de grosor, mientras que la cubierta blindada tenía de 38 mm de grosor. Las torretas tenían costados de 305 mm de grosor, y la torre de mando tenía costados de 292 mm de grosor.

## Historial de servicio

### Primeros años

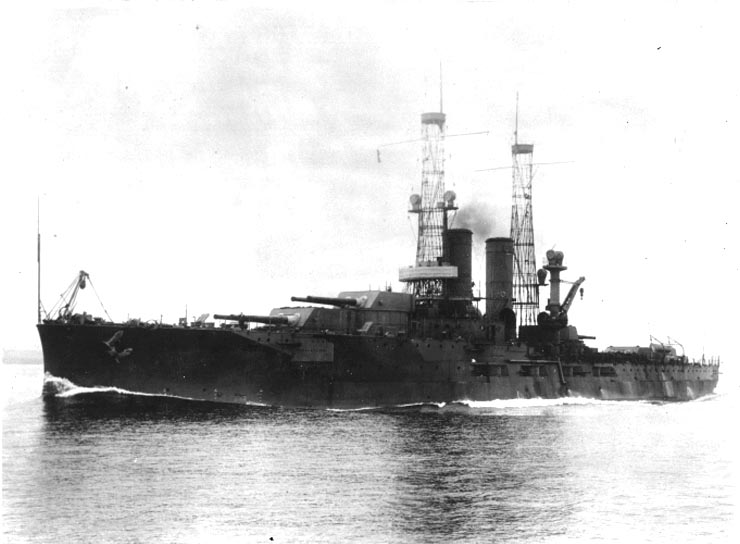
USS Utah, circa 1911

La quilla del Utah fue colocada en el astillero de New York Shipbuilding Corporation el 15 de marzo de 1909, y fue botado el 23 de diciembre de 1909. Después de finalizado el trabajo de acondicionamiento, la embarcación fue puesta en servicio con la Armada de los Estados Unidos el 31 de agosto de 1911. Realizó un crucero de rendimiento con paradas en Hampton Roads, la isla Santa Rosa, Pensacola, Galveston, Kingston, Jamaica, y la bahía de Guantánamo, Cuba. Fue asignado con la Flota del Atlántico en marzo de 1912, y después participó en simulacros de artillería. Pasó por una revisión en el astillero de Nueva York, que inició el 16 de abril. Abandonó Nueva York el 1 de junio y se dirigió a Annapolis pasando por Hampton Roads, arribando el 6 de junio. Ahí, embarcó a cadetes de la Academia Naval para un crucero de guardamarinas frente a la costa de Nueva Inglaterra, que duró hasta el 25 de agosto.
Los siguientes dos años, continuó con una rutina de ejercicios de entrenamiento y cruceros de guardamarinas en el Atlántico. Del 8 al 30 de noviembre de 1913, realizó un crucero de buena voluntad a aguas de Europa, que incluyó una parada en Villefranche, Francia. A inicios de 1914, durante la Revolución Mexicana, Estados Unidos decidió intervenir en el conflicto. Mientras se encontraba de camino a México el 16 de abril, se le ordenó al Utah interceptar al vapor de bandera alemana SS Ypiranga, que transportaba armamento para el dictador mexicano Victoriano Huerta. El arribo del Ypiranga a Veracruz impulsó a Estados Unidos a ocupar la ciudad; el Utah y su embarcación gemela Florida, fueron los primeros navíos estadounidenses en el lugar. Ambos navíos desembarcaron un contingente combinado de mil marines y soldados para iniciar la ocupación de la ciudad el 21 de abril.

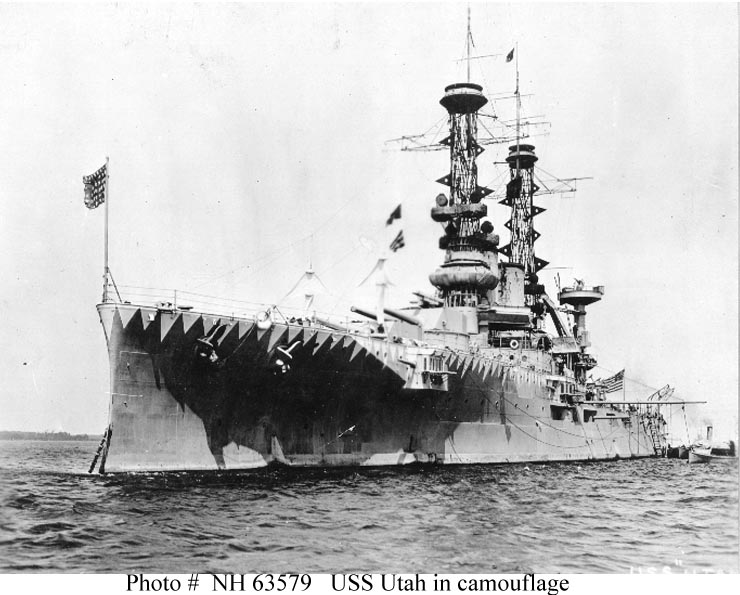
El Utah, durante la Primera Guerra Mundial, con esquema de camuflaje disruptivo.

El Utah permaneció en la costa de Veracruz por dos meses, antes de regresar al astillero de Nueva York para una revisión a finales de junio. Pasó los siguientes tres años realizando la rutina normal de entrenamientos con la Flota del Atlántico. El 6 de abril de 1917, Estados Unidos entró a la Primera Guerra Mundial, declarándole la guerra a Alemania en respuesta a su campaña de guerra submarina indiscriminada contra Inglaterra. El Utah fue estacionado en la bahía de Chesapeake para el entrenamiento de personal de sala de máquinas y artilleros para la flota en expansión, hasta el 30 de agosto de 1918, cuando partió a la bahía de Bantry, Irlanda, con el vicealmirante Henry T. Mayo, comandante en jefe de la Flota del Atlántico. Después de llegar a Irlanda, fue asignado como buque insignia de la 6.ª División de Acorazados, comandada por el contraalmirante Thomas Rodgers. La 6.ª División fue encomendada con la tarea de escoltar convoyes en las proximidades occidentales contra posibles ataques de superficie alemanes. El Utah sirvió con la división junto con el Nevada y el Oklahoma.
Al término de la guerra en noviembre de 1918, visitó la isla de Pórtland, Inglaterra, y en diciembre escoltó al trasatlántico George Washington, que transportaba al presidente Woodrow Wilson a Brest, Francia, para las negociaciones postguerra en Versalles. Abandonó Brest el 14 de diciembre, y arribó a Nueva York el 25 del mismo mes. Permaneció ahí hasta el 30 de enero de 1919, después de lo cual regresó a su rutina normal de tiempos de paz de ejercicios con la flota y cruceros de entrenamiento. El 9 de julio de 1921, partió a Europa, haciendo paradas en Lisboa, Portugal; y Cherburgo, Francia. Después de su arribo, se convirtió en el buque insignia de los barcos de guerra estadounidenses en Europa. Sirvió con este papel hasta que fue relevado por el crucero acorazado USS Pittsburgh, en octubre de 1922.

### 1922-1941
Retornó a los Estados Unidos el 21 de octubre, donde regresó a su viejo puesto como buque insignia de la 6.ª División. A inicios de 1924, formó parte en las maniobras Fleet Problem III, donde junto con su hermana Florida, actuaron como sustitutos de los nuevos acorazados de la clase Colorado. Más tarde ese mismo año, el Utah fue seleccionado para llevar una misión diplomática de los Estados Unidos a la celebración por el centenario de la batalla de Ayacucho, que tuvo lugar el 9 de diciembre de 1924. Partió de Nueva York el 22 de noviembre con el general John J. Pershing a bordo, para una gira de buena voluntad por Sudamérica; arribó a Callao, Perú el 9 de diciembre. Al término de la gira de Pershing, el Utah lo recogió en Montevideo, Uruguay, y después lo transportó a otros puertos, incluyendo Río de Janeiro, Brasil; La Guaira, Venezuela; y La Habana, Cuba. La gira finalizó con el regreso de Pershing a Nueva York, el 13 de marzo de 1925. El Utah realizó cruceros de entrenamientos para guardamarinas durante el verano de 1925. Fue dado de baja en el astillero de Boston el 31 de octubre de 1925, y fue puesto en dique seco para ser modernizado. Los trabajos consistieron en el reemplazo de sus calderas de carbón por modelos nuevos alimentados con combustible, y su mástil de celosía de popa fue reemplazado por un mástil de poste. Las cuatro calderas de combustible White-Forster que le fueron instaladas, habían sido removidas de acorazados y cruceros de batalla desechados como resultado del tratado naval de Washington. También le fue instalada una catapulta montada en la torreta número 3, además de grúas para cargar hidroaviones.

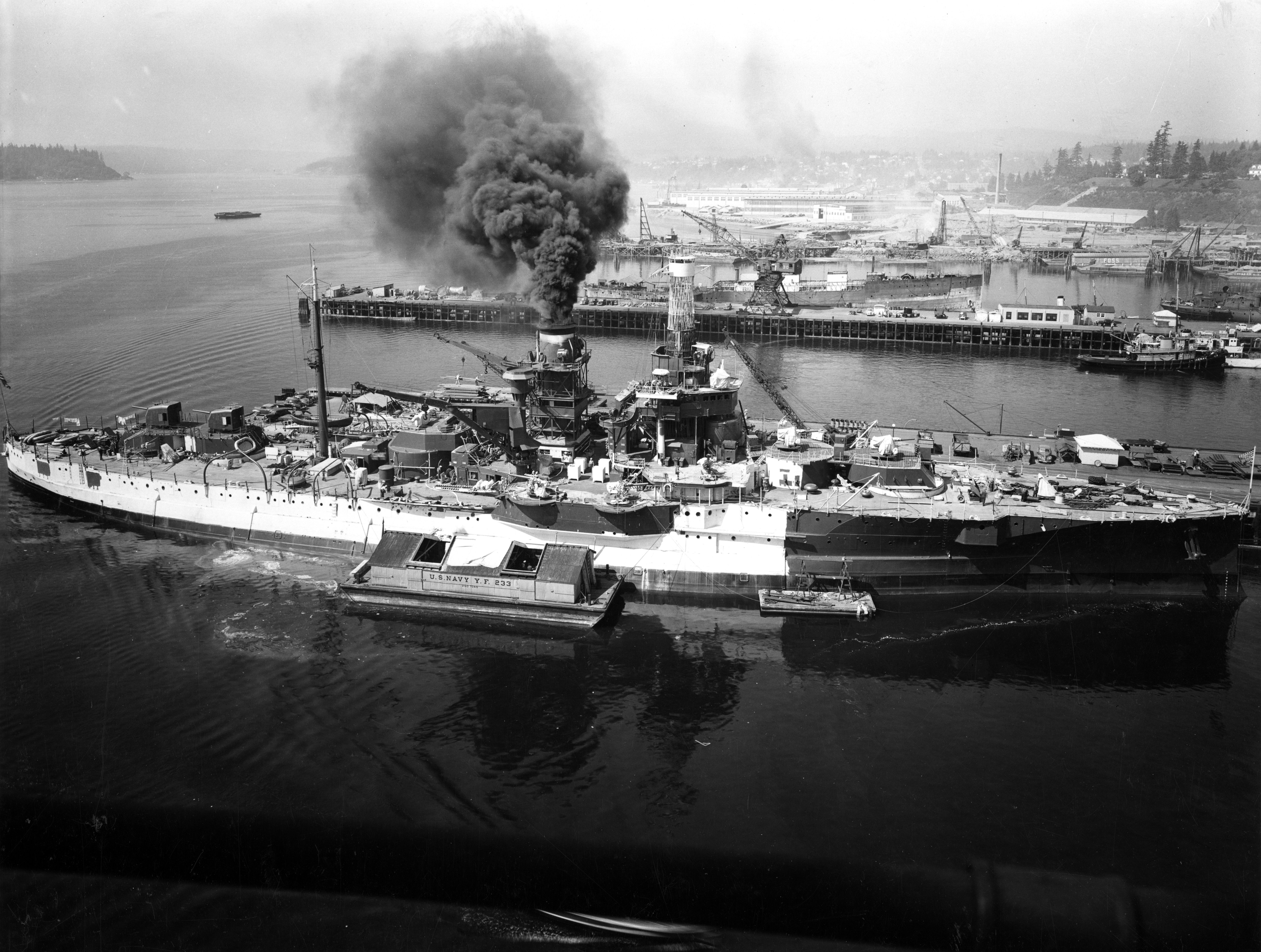
Trabajo de pintura en el Utah, cerca del término de su revisión de 1941, en Puget Sound.

Regresó al servicio activo el 1 de diciembre, tras lo cual sirvió con la Flota Exploradora. Abandonó Hampton Roads el 21 de noviembre de 1928 para otro crucero por Sudamérica. Esta vez, recogió al presidente electo, Herber Hoover y a su comitiva en Montevideo, y los transportó a Río de Janeiro en diciembre; después los llevó de regreso a Estados Unidos, arribando en Hampton Roads el 6 de enero de 1929. De acuerdo a los términos de la conferencia naval de Londres de 1930, el Utah fue convertido en un barco objetivo operado a control remoto, para reemplazar al antiguo North Dakota. El 1 de julio de 1931, el Utah fue redesignado como "AG-16". Todas sus armas primarias y secundarias fueron removidas, aunque sus torretas siguieron montadas. El equipamiento para aviones fue retirado, junto con los bulgues antitorpedos que habían sido añadidos en 1925. El trabajo fue finalizado el 1 de abril de 1932, cuando fue asignado de nuevo.
El 7 de abril, abandonó Norfolk para pruebas en alta mar para el entrenamiento de tripulaciones de salas de máquinas y para probar el equipamiento de radiocontrol. La embarcación podía ser controlada a diferentes velocidades y cambios de rumbo: maniobras que un barco podía realizar en batalla. Sus motores eléctricos, operados por señales del buque de control, abrían y cerraban las válvulas de mariposa, movían su mecanismo de dirección, y regulaban el suministro de combustible a las calderas. Además, un giroscopio piloto Sperry mantuvo el rumbo de la nave. Pasó sus pruebas de radiocontrol el 6 de mayo, y el 1 de junio fue operado por 3 horas bajo radiocontrol. El 9 de junio, partió de nuevo de Norfolk con dirección a San Pedro, Los Ángeles, donde se unió con el 1.er Escuadrón de Entrenamiento, Fuerza Base, de la Flota de los Estados Unidos. A finales de julio, la embarcación comenzó con su primera ronda de tareas como objetivo, primero para los cruceros de la Flota del Pacífico, y luego para el acorazado Nevada. Continuó con este papel los siguientes nueve años; participó en el ejercicio naval Fleet Problem XVI en mayo de 1935, en la que sirvió como transporte para un contingente de marines. En junio, la embarcación fue modificada para entrenar a artilleros antiaéreos, además de continuar son sus tareas como barco objetivo. Para realizar esta labor, fue equipado con cañones antiaéreos nuevos calibre 28 mm/75 en monturas cuádruples para pruebas experimentales y de desarrollo para el nuevo tipo de arma.
En enero de 1939, regresó al Atlántico para participar en las maniobras Fleet Problem XX, y para el final de ese mismo año, realizó entrenamientos con el 6.º Escuadrón Submarino. Retornó al Pacífico, arribando a Pearl Harbor el 1 de agosto de 1940. Ahí, realizó entrenamiento de artillería antiaérea hasta el 14 de diciembre, cuando partió a Long Beach, California, donde llegó el 21 de diciembre. Sirvió como objetivo de bombardeos para aeronaves de los portaviones Lexington, Saratoga y Enterprise. Regresó a Pearl Harbor el 1 de abril de 1941, donde continuó con entrenamientos de artillería antiaérea. Realizó un viaje a Los Ángeles, el 20 de mayo para transportar un contingente de marines de la Fleet Marine Force a Bremerton, Washington, después de lo cual entró al astillero del estrecho de Puget el 31 de mayo, para pasar por una revisión. Fue equipado con cañones de doble propósito calibre 127 mm/38 en montajes individuales para mejorar su habilidad de entrenar a los artilleros. Abandonó Puget Sound el 14 de septiembre, con dirección a Pearl Harbor, donde continúo con sus tareas normales por el resto del año.

### Ataque a Pearl Harbor

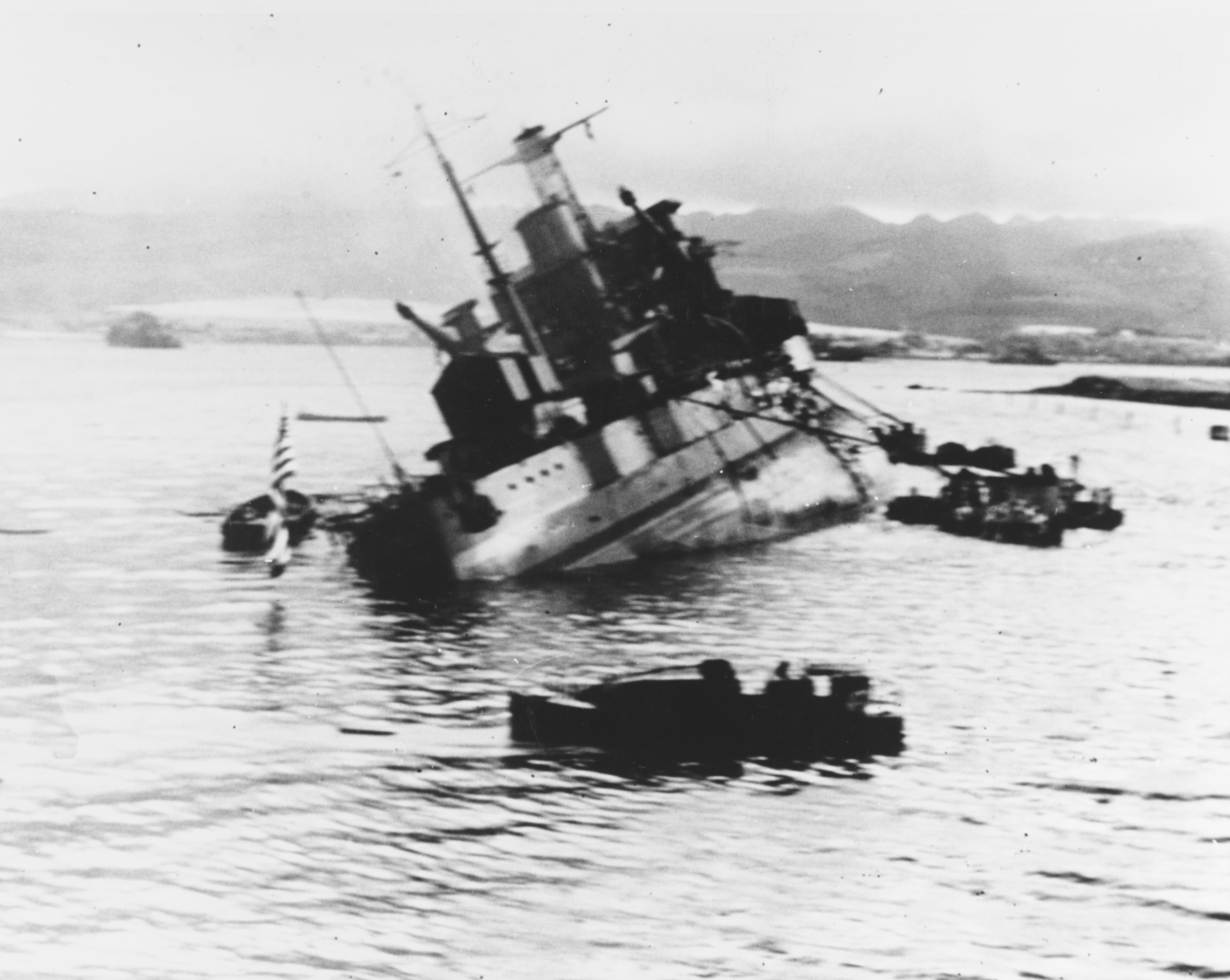
El Utah zozobrando durante el ataque a Pearl Harbor.

Los primeros días de diciembre de 1941, el Utah estaba amarrado frente a la isla Ford, en el atracadero F-11, después de haber completado otra ronda de entrenamiento de artillería antiaérea. Poco antes de las 8 de la mañana del 7 de diciembre, algunos tripulantes a bordo de la embarcación observaron los primeros aviones japoneses acercándose para atacar Pearl Harbor, pero creyeron que eran aviones estadounidenses. Los japoneses comenzaron su ataque poco después; las primeras bombas cayeron cerca de una rampa de hidroaviones en el extremo sur de la isla. Al mismo tiempo, dieciséis aviones torpederos Nakajima B5N de los portaviones japoneses Sōryū e Hiryū sobrevolaron Pearl City acercándose por el lado oeste de la isla. Los aviones torpederos buscaban a los portaviones estadounidenses, que normalmente estaban anclados donde el Utah estaba amarrado esa mañana. Los líderes de vuelo identificaron al Utah y lo desestimaron como objetivo, decidiendo en cambio atacar el puerto 1010. Sin embargo, seis de los B5N del Sōryū, liderados por el teniente Nakajima Tatsumi, se separaron para atacar al Utah, sin reconocer que las formas sobre las barbetas no eran torretas, sino cajas cubriendo agujeros vacíos. Fueron lanzados seis torpedos contra el Utah, de los cuales dos impactaron al acorazado, mientras que otro falló e impactó al crucero Raleigh.
Las severas inundaciones comenzaron a sobrepasar rápidamente al Utah, que comenzó a inclinarse hacia el puerto y a asentarse sobre la popa. A las 8:12 de la mañana, el barco giró sobre su costado, mientras los tripulantes que habían logrado escapar nadaban hacia la orilla. Voluntarios liderados por el oficial superior de la embarcación, el comandante Solomon Isquith, lograron rescatar a 4 hombres atrapados usando un soplete del crucero Raleigh. En total, 58 oficiales y hombres murieron, 461 sobrevivieron.

### Salvamento

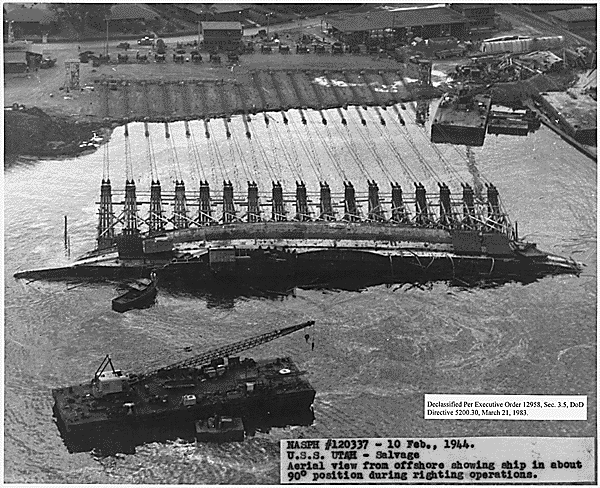
Uno de los últimos intentos de salvamento del Utah.

La Armada declaró al Utah como fuera de servicio el 29 de diciembre y fue puesto bajo la autoridad de la Fuerza Base de Pearl Harbor. Tras el enderezado (rotación a vertical) exitoso del zozobrado Oklahoma, se intentó enderezar al Utah por el mismo método de adrizamiento, utilizando 17 cabrestantes. Al girar, el Utah no se asentó con el fondo del puerto y se deslizó hacia la isla Ford. Los intentos por recuperarlo fueron abandonados, con el barco girado 38° desde la horizontal.
Ya abandonado, su atracadero fue despejado. No hubo más intentos para reflotarlo; a diferencia de los acorazados hundidos del grupo Battleship Row, no tenía valor militar. Fue puesto formalmente fuera de servicio el 5 de septiembre de 1944, y fue retirado del registro de embarcaciones el 13 de noviembre. Recibió una estrella de combate por su breve servicio durante la Segunda Guerra Mundial. Su casco oxidado permanece en Pearl Harbor, parcialmente cubierto por el agua; los hombres que murieron en el hundimiento de la embarcación no fueron recuperados del naufragio, y como tal, se le considera una tumba de guerra.

## Memorial

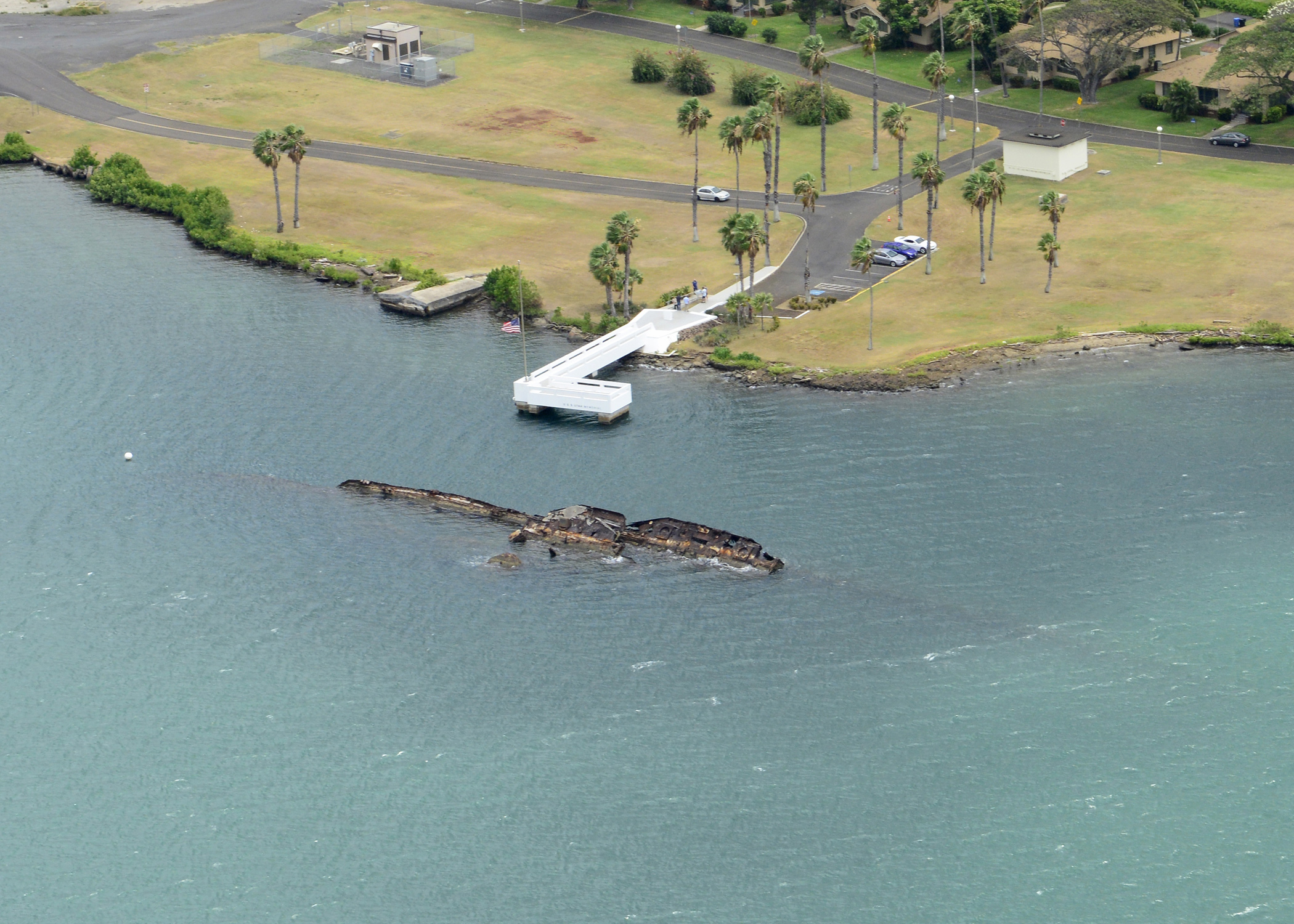
Memorial del USS Utah en 2016.
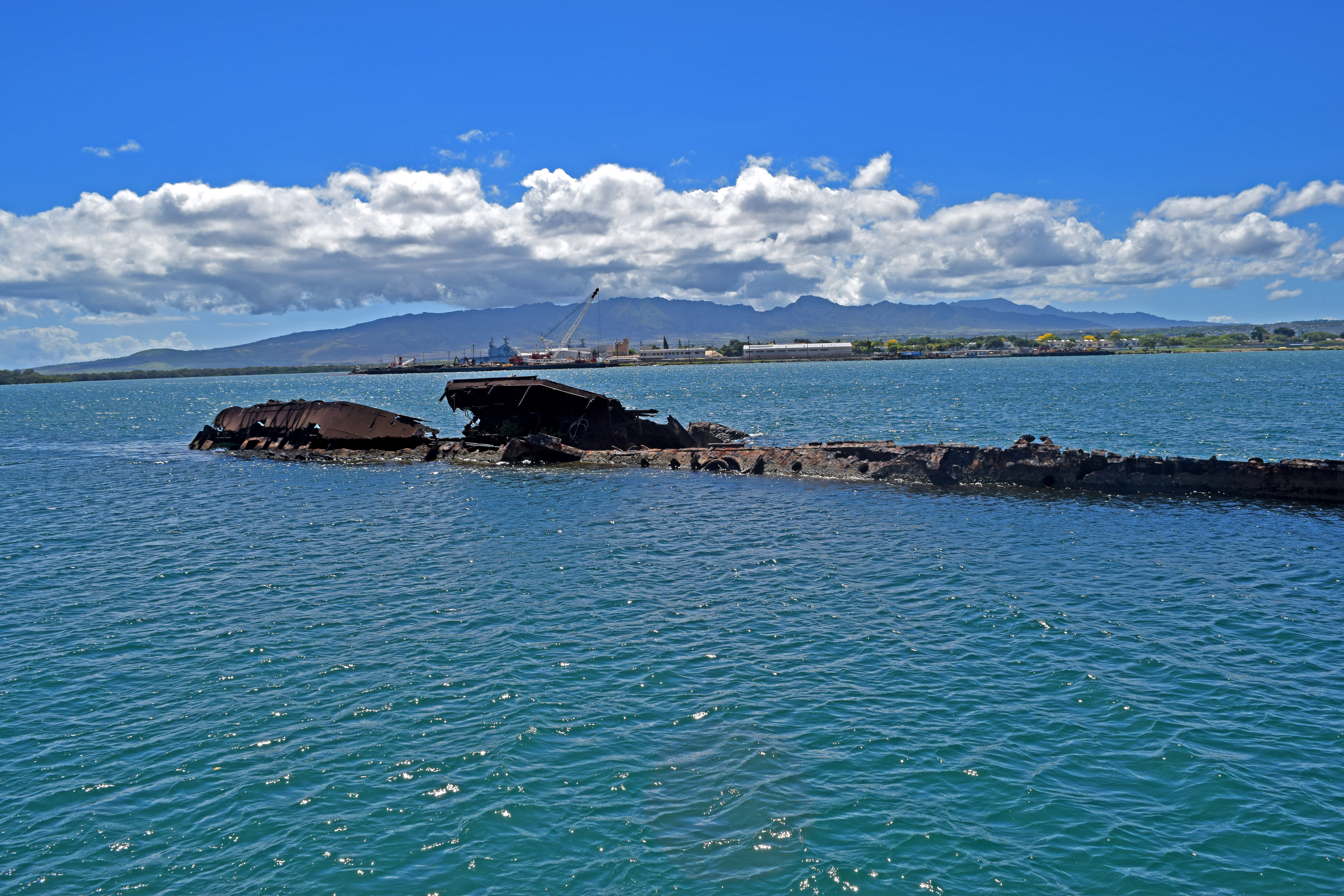
Los restos del naufragio visto desde el monumento, año 2016.
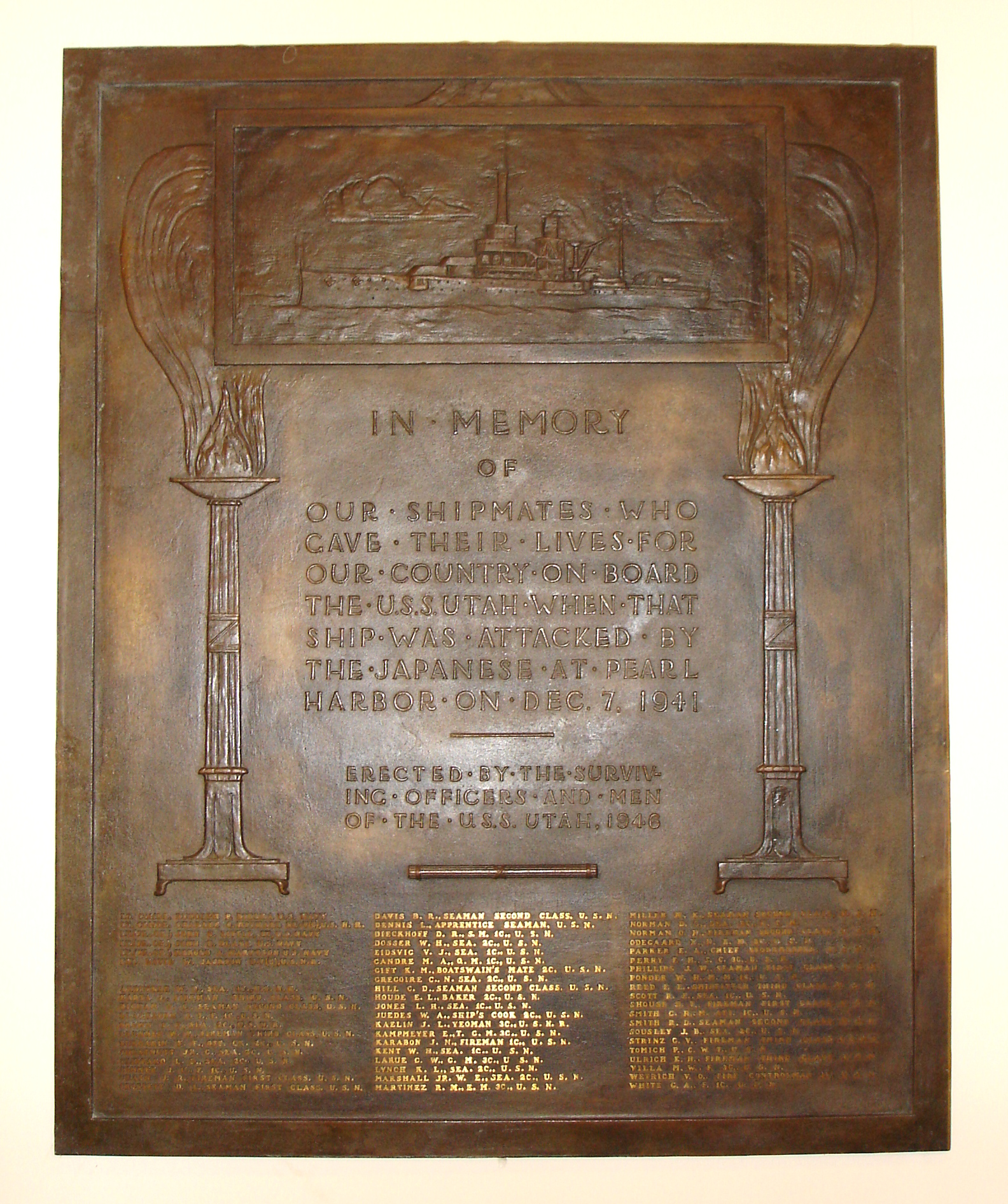
Placa en el Capitolio del Estado de Utah en memoria de los hombres muertos en el ataque.